# Congomostes baloghi
Congomostes baloghi är en skalbaggsart som beskrevs av Renaud Maurice Adrien Paulian 1968. Congomostes baloghi ingår i släktet Congomostes och familjen Hybosoridae. Inga underarter finns listade i Catalogue of Life.